# بيتر دبليو. تشياريلي
بيتر دبليو. تشياريلي (بالإنجليزية: Peter W. Chiarelli)‏ هو عسكري أمريكي، ولد في 23 مارس 1950 في سياتل في الولايات المتحدة.